# Wioleta Koritarowa-Kasabowa
Wioleta Borisławowa Koritarowa-Kasabowa (bułg. Виолета Бориславова Коритарова-Касабова; ur. 17 sierpnia 1968 w Sofii) – bułgarska urzędniczka państwowa i inżynier, specjalistka w dziedzinie geodezji, w latach 2024–2025 minister rozwoju regionalnego i robót publicznych.

## Życiorys
Uzyskała magisterium z geodezji, fotogrametrii i kartografii na Uniwersytecie Architektury, Budownictwa i Geodezji w Sofii (UASG). Pracowała jako urzędniczka w ministerstwach edukacji oraz rolnictwa. Następnie zatrudniona w agencji geodezji, kartografii i katastru. Od czerwca 2018 do czerwca 2023 pełniła funkcję dyrektora wykonawczego tej instytucji. W kwietniu 2024 objęła urząd ministra rozwoju regionalnego i robót publicznych w technicznym rządzie Dimityra Gławczewa. Pozostała na tym stanowisku również w utworzonym w sierpniu 2024 drugim gabinecie dotychczasowego premiera, kończąc urzędowanie w styczniu 2025.